# Filmfare Award/Bester Playbacksänger
Der Filmfare Best Male Playback Award wird vom Filmfare-Magazin verliehen und ist eine Preiskategorie der jährlichen Filmfare Awards für Hindi-Filme. Der Preis für den besten Playbacksänger wurde erstmals im Jahr 1959 vergeben. Bis 1967 gab es einen gemeinsamen Preis für Sänger und Sängerinnen, seitdem gibt es getrennte Kategorien. Die häufigsten Preisträger sind Kishore Kumar (8 Preise) und Mohammed Rafi (6).
Liste der Preisträger und Filmsongs, für die sie gewannen:
| Jahr | Sänger                                      | Film – Song                                         |
| ---- | ------------------------------------------- | --------------------------------------------------- |
| 1959 | siehe Filmfare Award/Beste Playbacksängerin |                                                     |
| 1960 | Mukesh                                      | Anari – Sab Kuchh Seekha Humne                      |
| 1961 | Mohammed Rafi                               | Chaudhvin Ka Chand – Chaudhvin Ka Chand Ho          |
| 1962 | Mohammed Rafi                               | Sasural – Teri Pyari Pyari Surat                    |
| 1963 | siehe Filmfare Award/Beste Playbacksängerin |                                                     |
| 1964 | Mahendra Kapoor                             | Gumrah – Chalo Ek Bar                               |
| 1965 | Mohammed Rafi                               | Dosti – Chahunga Mein Tujhe                         |
| 1966 | siehe Filmfare Award/Beste Playbacksängerin |                                                     |
| 1967 | Mohammed Rafi                               | Suraj – Baharon Phool Barsao                        |
| 1968 | Mahendra Kapoor                             | Hamraz – Neele Gagan Ke Tale                        |
| 1969 | Mohammed Rafi                               | Brahmachari – Dilke Jharoke Mein                    |
| 1970 | Kishore Kumar                               | Aradhana – Roop Tera Mastana                        |
| 1971 | Mukesh                                      | Pehchan – Sabse Bada Nadan                          |
| 1972 | Manna Dey                                   | Mera Naam Joker – Eh Bhai Zara                      |
| 1973 | Mukesh                                      | Be-Imaan – Jai Bolo Be-Imaan Ki                     |
| 1974 | Narendra Chanchal                           | Bobby – Beshak Mandir Masjid                        |
| 1975 | Mahendra Kapoor                             | Roti Kapada Aur Makaan – Aur Nahi Bus Aur Nahi      |
| 1976 | Kishore Kumar                               | Amanush – Dil Aisa Kisi                             |
| 1977 | Mukesh                                      | Kabhi Kabhie – Kabhi Kabhie Mere Dil Mein           |
| 1978 | Mohammed Rafi                               | Hum Kisi Se Kum Nahin – Kya Hua Tera Vada           |
| 1979 | Kishore Kumar                               | Don – Khaike Paan Banarawala                        |
| 1980 | K. J. Yesudas                               | Dada – Dilke Tukde Tukde                            |
| 1981 | Kishore Kumar                               | Thodisi Bewaffai – Hazar Rahen Mudke Dekhi          |
| 1982 | Amit Kumar                                  | Love Story – Yaad Aa Rahi Hai                       |
| 1983 | Kishore Kumar                               | Namak Halaal – Pag Ghungroo Baje                    |
| 1984 | Kishore Kumar                               | Agar Tum Na Hote – Hamen Aur Jeene Ki               |
| 1985 | Kishore Kumar                               | Sharaabi – Manzilein Apni Jaga                      |
| 1986 | Kishore Kumar                               | Saagar – Saagar Kinare                              |
| 1987 | kein Preis                                  |                                                     |
| 1988 | kein Preis                                  |                                                     |
| 1989 | Udit Narayan                                | Qayamat Se Qayamat Tak – Papa Kehte Hain            |
| 1990 | S. P. Balasubrahmanyam                      | Maine Pyar Kiya – Dil Deewana                       |
| 1991 | Kumar Sanu                                  | Aashiqui – Ab Tere Bin                              |
| 1992 | Kumar Sanu                                  | Saajan – Mera Dil Bhi                               |
| 1993 | Kumar Sanu                                  | Deewana – Deewana                                   |
| 1994 | Kumar Sanu                                  | Baazigar – Yeh Kaali Kaali Aankhen                  |
| 1995 | Kumar Sanu                                  | 1942: A Love Story – Ek ladki ko dekha              |
| 1996 | Udit Narayan                                | Dilwale Dulhania Le Jayenge – Mehndi Laga Ke Rakhna |
| 1997 | Udit Narayan                                | Raja Hindustani – Pardesi Pardesi                   |
| 1998 | Abhijeet                                    | Yes Boss – Mai Koi Aisa Geet                        |
| 1999 | Sukhwinder Singh                            | Dil Se – Chal Chaiyyan Chaiyyan                     |
| 2000 | Udit Narayan                                | Hum Dil De Chuke Sanam – Chand Chupa                |
| 2001 | Lucky Ali                                   | Kaho Naa Pyaar Hai – Na Tum Jaano                   |
| 2002 | Udit Narayan                                | Lagaan – Mitwa                                      |
| 2003 | Sonu Nigam                                  | Saathiya – Saathiya                                 |
| 2004 | Sonu Nigam                                  | Kal Ho Naa Ho – Kal Ho Na Ho                        |
| 2005 | Kunal Ganjawala                             | Murder – Bheege Hoth Tere                           |
| 2006 | Himesh Reshammiya                           | Aashiq Banaya Aapne – Aashiq Banaya Aapne           |
| 2007 | Shaan und Kailash Kher                      | Fanaa – Chand Sifarish                              |
| 2008 | Shaan                                       | Saawariya – Jab Se Teri Naina                       |
| 2009 | Sukhwinder Singh                            | Rab Ne Bana Di Jodi – Haule Haule                   |
| 2010 | Mohit Chauhan                               | Delhi-6 – Masakali                                  |
| 2011 | Rahat Fateh Ali Khan                        | Ishqiya – Dil Toh Bachcha Hai Ji                    |
| 2012 | Mohit Chauhan                               | Rockstar – Jo Bhi Main                              |
| 2013 | Ayushmann Khurrana                          | Vicky Donor – Paani da Rang                         |
| 2014 | Arijit Singh                                | Aashiqui 2 – Tum Hi Ho                              |